# Schmerikon
Schmerikon je obec na východě Švýcarska v kantonu St. Gallen. Žije zde přibližně 3 700 obyvatel.

## Geografie

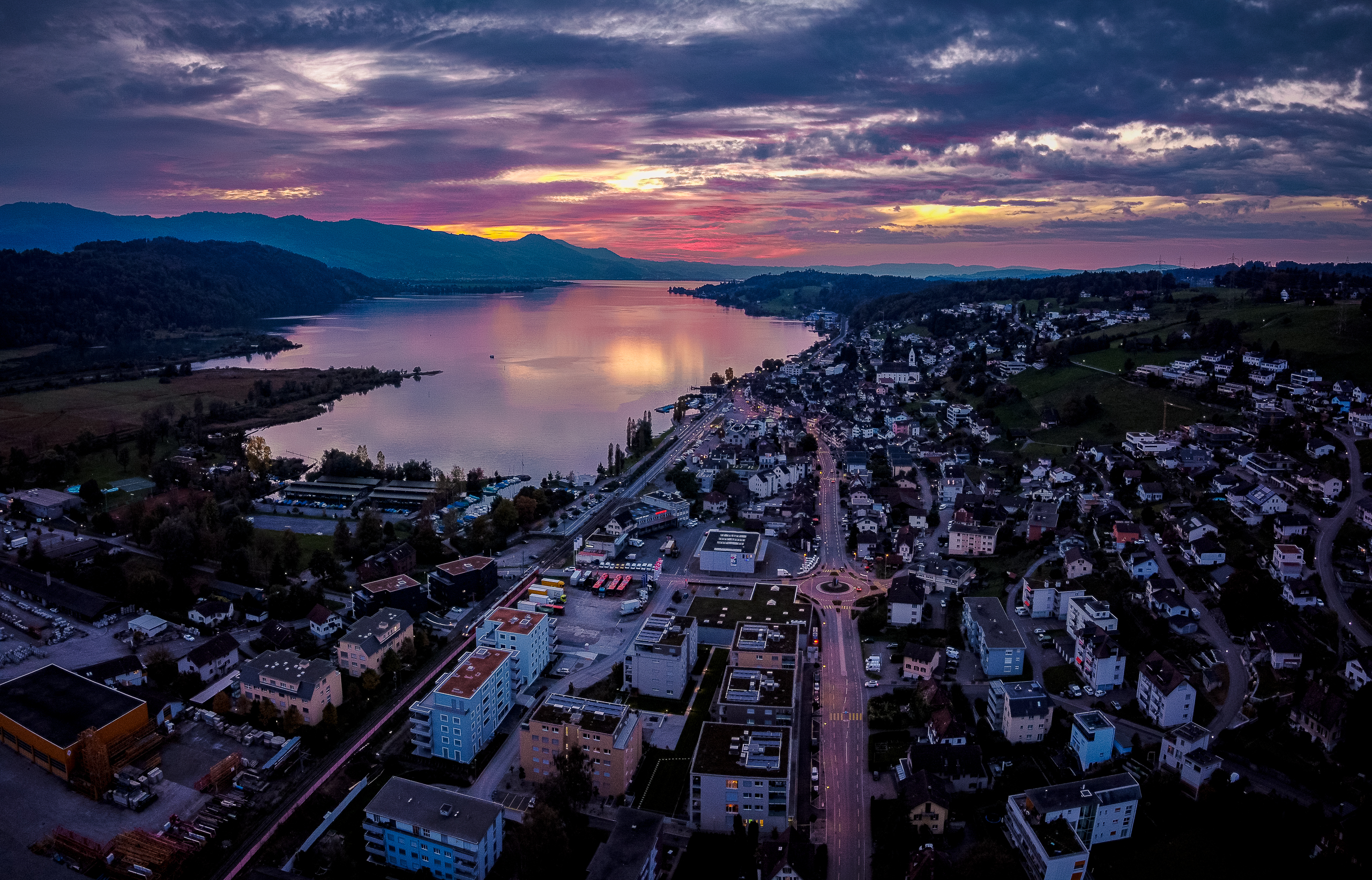
Panorama obce

Schmerikon leží na svazích Goldbergu na břehu Curyšského jezera (Obersee), na dolním konci nížiny Linthu v nadmořské výšce 408 m. Významnými vodními plochami v obci jsou Aabach, Linthský kanál a Curyšské jezero. Schmerikon má rozlohu 5,98 km², z čehož velkou část tvoří lesy (14,2 %) a vodní plocha (33,6 %). Obdělávaná půda a rákosiny tvoří 39,7 % rozlohy obce, zatímco plocha osídlení představuje 3,2 %.
Na březích Curyšského jezera a mezi Aabachem a Linthským kanálem se nacházejí rozsáhlé přírodní rezervace.
Sousedními obcemi jsou Rapperswil-Jona, Eschenbach, Uznach (všechny v kantonu St. Gallen) a Tuggen v kantonu Schwyz.

## Historie

Letecký pohled (1919)

Oblast kolem Schmerikonu byla osídlena již od 8. století př. n. l., jak naznačují nálezy na Balmenrain (a samotný název pole Balm). V římské době byl Schmerikon pravděpodobně stanicí na pozemní a námořní cestě z Curychu do Maienfeldu. Schmerikon byl založen kolem roku 600 n. l. v době stěhování Alamanů do nížiny Linthu. Starý název „Smarinchova“ znamená „dvůr Smaro“ nebo „dvůr Smaringer“. Odkazuje pravděpodobně na alemanský rod.
Schmerikon je poprvé zmíněn v listině z roku 741 jako součást daru alemanské šlechtičny Beaty Landoald klášteru Lützelau. V roce 744 se Schmerikon dostal do držení kláštera v St. Gallen a v roce 1045 kláštera v Schänisu. Od 12. století ve Schmerikonu sídlila kooperativní komunita, která byla právnickou osobou s právem na půdu a rybolov.
Ve 13. století rozšířila hrabata z Toggenburgu svou vládu na oblast horního toku Curyšského jezera. Schmerikon se tak stal součástí hrabství Uznach a spojení s opatstvím Schänis bylo přerušeno. Po vymření hrabat z Toggenburgu připadl Schmerikon a hrabství Uznach pánům z Raronu. Ti listem o svobodě z roku 1442 potvrdili obci určitou míru autonomie v rámci hrabství Uznach.
Během staré curyšské války byl Schmerikon v roce 1444 zničen obyvateli Curychu, ačkoli ve skutečnosti chtěl s Curychem uzavřít spojenectví (Burgrecht). Jako součást hrabství Uznach přešel Schmerikon v letech 1449/1469 pod společnou vládu kantonů Glarus a Schwyz a stal se tak součástí Staré švýcarské konfederace. V letech 1400–1450 tvořil Schmerikon v rámci hrabství Uznach vlastní soudní okres s rychtářem. Poté byl až do roku 1798 jedním ze sedmi samostatných panství.
Ve středověku a až do raného novověku žila obec především z rybolovu, lodní dopravy, poutní dopravy do Einsiedelnu, vinařství a pískovcových lomů. Od vysušení Tuggenského jezera na konci raného středověku se Schmerikon nachází na horním konci Curyšského jezera.
Po zániku Staré švýcarské konfederace v roce 1798 se Schmerikon stal nejprve součástí kantonu Linth a po jeho zrušení v roce 1803 nově vzniklého kantonu St. Gallen. V rámci kantonu byl nejprve součástí okresu Uznach, od roku 1831 okresu See a od roku 2001 volebního okresu See-Gaster.

## Obyvatelstvo
| Vývoj počtu obyvatel | Vývoj počtu obyvatel | Vývoj počtu obyvatel | Vývoj počtu obyvatel | Vývoj počtu obyvatel | Vývoj počtu obyvatel | Vývoj počtu obyvatel | Vývoj počtu obyvatel | Vývoj počtu obyvatel |
| -------------------- | -------------------- | -------------------- | -------------------- | -------------------- | -------------------- | -------------------- | -------------------- | -------------------- |
| Rok                  | 1740                 | 1850                 | 1900                 | 1950                 | 2000                 | 2010                 | 2019                 |                      |
| Počet obyvatel       | 388                  | 988                  | 1120                 | 1671                 | 3182                 | 3508                 | 3971                 |                      |

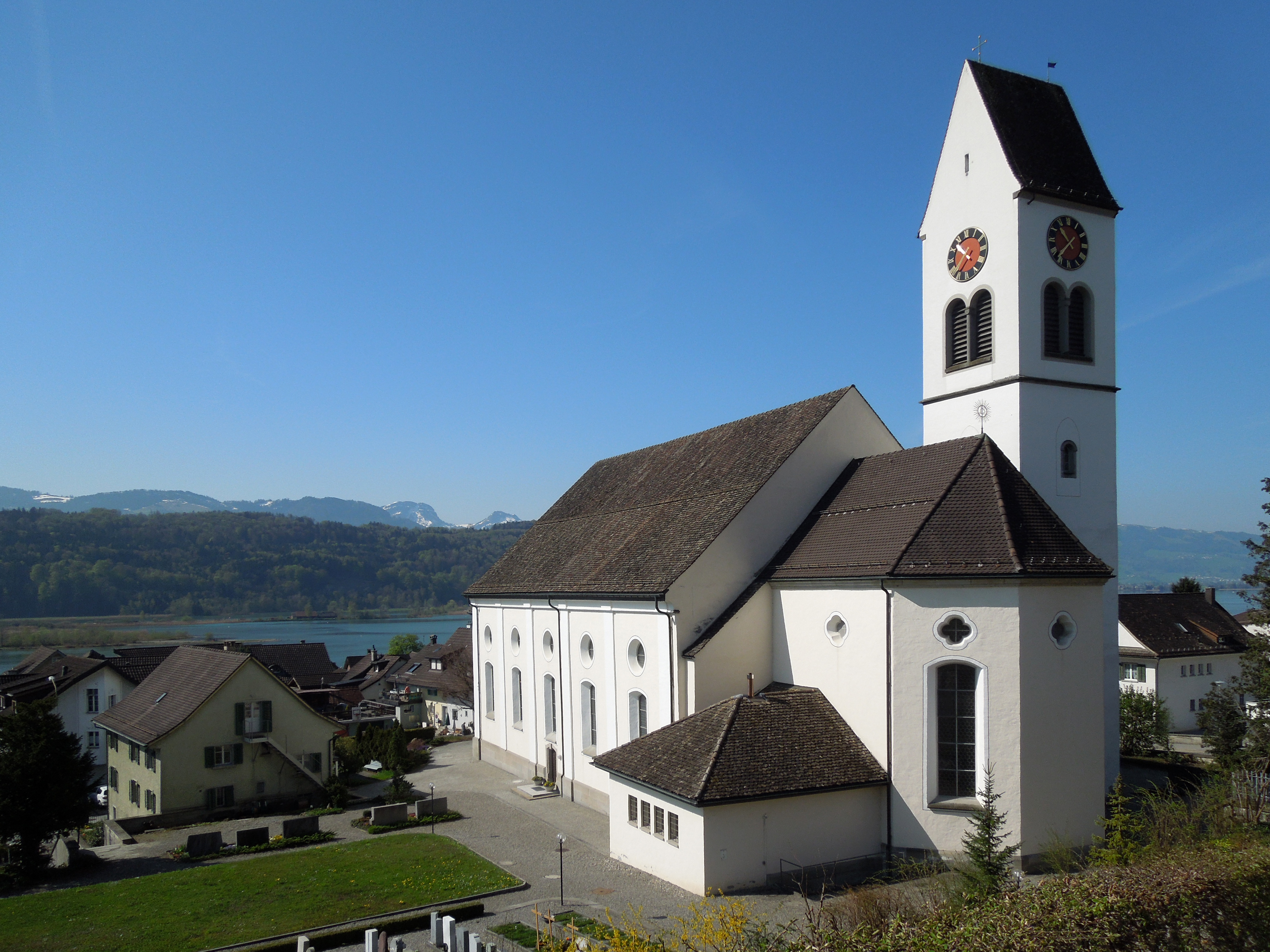
Kostel St. Jodokus

Schmerikon má tradičně katolický charakter. Od 19. století zde žijí také reformovaní křesťané. Migrační vlny od 50. let 20. století přivedly do obce příslušníky dalších křesťanských vyznání, ale také islámu, buddhismu a hinduismu. Ke katolické farnosti patří farní kostel St. Jodokus. Reformovaná farnost provozuje komunitní centrum.

## Doprava
Schmerikon leží na železniční trati Rapperswil–Ziegelbrücke. Jezdí sem příměstské linky S-Bahn St. Gallen a různé linky Postbus. Mezi Uznachem a Schmerikonem vede dálnice A15, která se v Reichenburgu napojuje na dálnici A3. 